# Cobeluda
Cobeluda es un lugar situado en la parroquia de San Pedro de Anca, en el municipio de Neda, La Coruña, Galicia (España). Está situado a orillas del río Castro, un afluente del río Belelle.  
El código postal de Cobeluda es 15510.
El lugar de Cobeluda limita al sur con Os Torrentes, al norte con Doso, al oeste con Os Liñares y al este con A Fontela, Fontao y A Costa. Dos barreras naturales delimitan el territorio de Cobeluda: por un lado un regato, el Rego de Ouxil, y por otro el pico de un monte: la Pena Moura.

## Historia
El lugar de Cobeluda no siempre ha pertenecido al municipio de Neda. Durante mucho tiempo lo fue del municipio de San Saturnino. La emancipación de San Sadurniño se produce por sentencia del Tribunal Superior de Justicia de Galicia del 11 de julio de 2017 por la que se anula el decreto de la Junta de Galicia del 4 de noviembre de 2004. Todo comienza el 11 de abril de 1915, entonces un acuerdo entre ambos municipios establece los límites de ambos municipios mediante la linde natural de río Castro tras el deslinde de oras dos parroquias Anca y Narahío. Todo marchó bien hasta 1941, en el que por otros motivos, se cambia de titularidad y es el municipio de San Saturnino el nuevo propietario del Lugar. 
Cuando esto ocurre, 35 familias viven en el lugar y pocos cambios se producen en este sentido durante los diez siguientes años. Y a partir de entonces (2017) se produce de facto la emancipación y el lugar pasa a pertenecer al municipio de Neda.

## Fiestas
Las fiestas patronales que tienen lugar a finales de julio, se celebran alrededor de una piscina natural en el cauce del río Castro. Rodeado de eucaliptos, el lugar es propicio para la celebración de actos lúdicos, musicales y gastronómicos. Grupos musicales atraen a los lugareños y vecinos de otras comarcas a disfrutar durante un fin de semana en el que la música y la comida nunca falta. La piscina natural es un aliciente más en las Fiestas del Puente de Cobeluda. Cerrado con grandes bloques de madera, el agua se amansa en un estanque natural mientras se desborda controladamente río abajo, además de disponer de un depósito permanente de seguridad del que disponer de agua en caso de incendios cerca del entorno.